# Guillaume Desbiens
Guillaume Desbiens (* 20. April 1985 in Alma, Québec) ist ein ehemaliger kanadischer Eishockeyspieler, der im Verlauf seiner aktiven Karriere zwischen 2001 und 2017 unter anderem über 500 Spiele in der American Hockey League (AHL) auf der Position des rechten Flügelstürmers bestritten hat. Darüber hinaus absolvierte Desbiens weitere 23 Partien für die Vancouver Canucks und Calgary Flames in der National Hockey League (NHL).

## Karriere

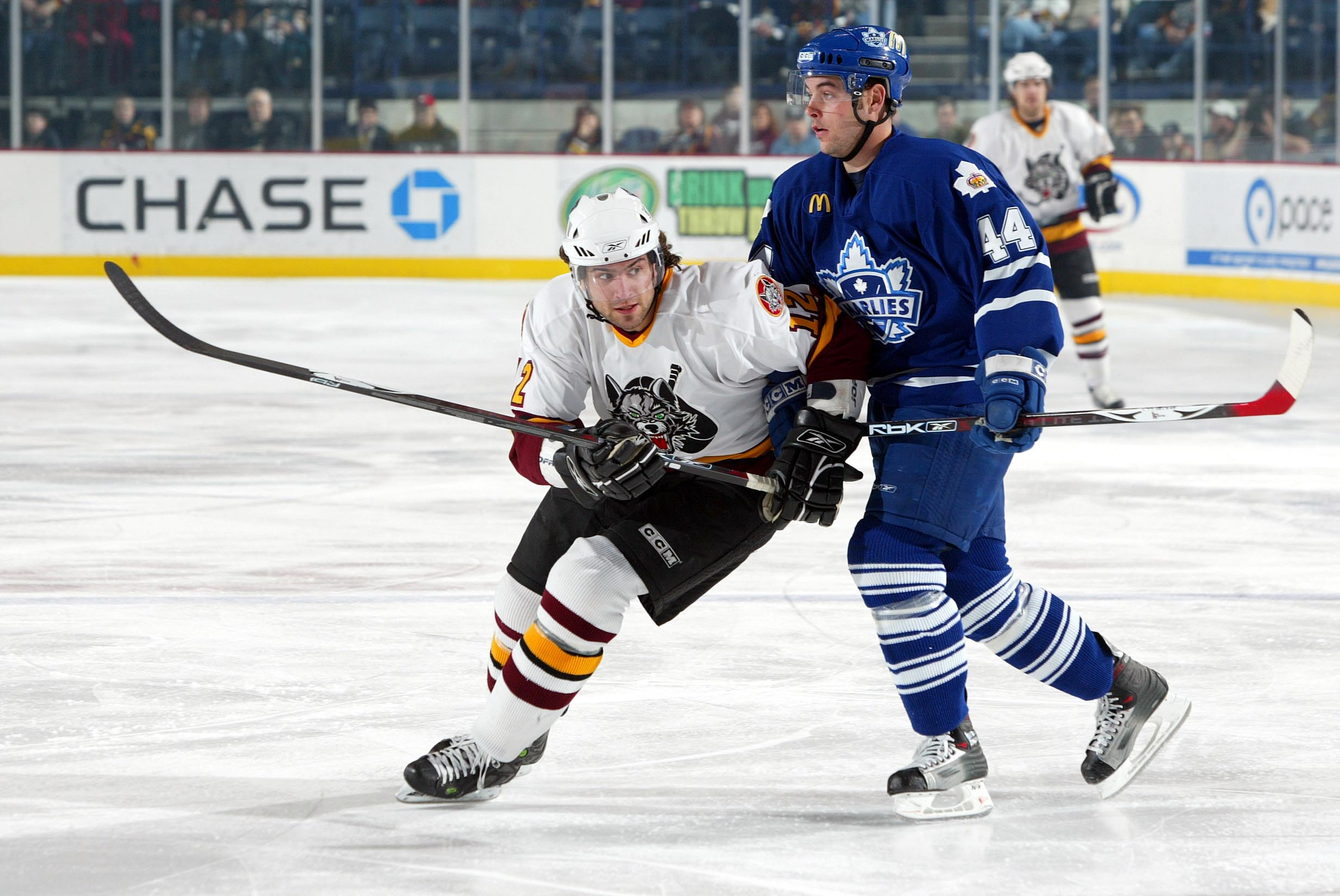
Desbiens im Trikot der Chicago Wolves (2007)

Guillaume Desbiens begann seine Karriere als Eishockeyspieler bei den Huskies de Rouyn-Noranda, für die er von 2001 bis 2005 in der kanadischen Juniorenliga Ligue de hockey junior majeur du Québec (LHJMQ) aktiv war. In diesem Zeitraum wurde er im NHL Entry Draft 2003 in der vierten Runde als insgesamt 116. Spieler von den Atlanta Thrashers aus der National Hockey League (NHL) ausgewählt. In der Saison 2005/06 spielte der Flügelspieler überwiegend für Atlantas Farmteam Gwinnett Gladiators in der ECHL und erzielte dabei in insgesamt 82 Spielen 43 Tore und 33 Vorlagen. In den Playoffs scheiterte er mit seiner Mannschaft erst im Finale um den Kelly Cup an den Alaska Aces. Zudem bestritt er im Saisonverlauf drei Spiele für Gwinnetts Kooperationspartner Chicago Wolves in der American Hockey League (AHL). Bei den Chicago Wolves verbrachte er auch den Großteil der folgenden beiden Spielzeiten und gewann mit dem Team aus Illinois in der Saison 2007/08 den Calder Cup.
Nachdem Desbiens’ Vertrag bei den Atlanta Thrashers aufgelöst worden war, unterschrieb er im Dezember 2008 bei den Manitoba Moose aus der AHL, mit denen er am Ende der Saison 2008/09 erst im Playoff-Finale um den Calder Cup den Hershey Bears unterlag. Im Juli 2009 wurde der Kanadier zudem als Free Agent von Manitobas Kooperationspartner Vancouver Canucks verpflichtet, für die er in den folgenden beiden Spielzeiten gelegentlich in der NHL zum Einsatz kam, während er ansonsten als Stammspieler für die Manitoba Moose in der AHL auf dem Eis stand. Im Juli 2011 unterzeichnete Desbiens einen Zweiwegevertrag für ein Jahr bei den Calgary Flames. Seine einzige Spielzeit in der Organisation der Calgary Flames verbrachte der Flügelstürmer vorwiegend bei deren AHL-Farmteam Abbotsford Heat und war dort gemeinsam mit Joe Piskula in der Funktion des Assistenzkapitäns aktiv. Nach Ablauf des Kontrakts im Juli 2012 kehrte Desbiens in die Organisation der Vancouver Canucks zurück, die den Kanadier mit einem Einjahresvertrag ausstatteten und bei den Chicago Wolves in der AHL einsetzten. Im Juli 2013 unterzeichnete Desbiens einen Einjahresvertrag bei der Colorado Avalanche. Dort kam er aber ebenfalls lediglich in der AHL bei den Lake Erie Monsters zum Einsatz.
Im Sommer 2014 wechselte der Stürmer nach Europa, wo er zunächst beim Dornbirner EC in der österreichischen Erste Bank Eishockey Liga (EBEL) spielte. Nach einem Jahr wechselte Desbiens zum slowenischen Ligakonkurrenten HDD Olimpija Ljubljana, den er allerdings bereits nach sechs Spielen wieder verließ, um sich den Sheffield Steelers anzuschließen. Mit diesen gewann er im Frühjahr 2016 die Hauptrunde der Elite Ice Hockey League (EIHL) und damit die britische Meisterschaft. Im Folgejahr belegte der Kanadier mit den Steelers den dritten Platz in der Hauptrunde und gewann anschließend die Playoffs der EIHL durch einen 6:5-Erfolg nach Verlängerung gegen die Cardiff Devils. Anschließend beendete er seine Karriere.

## Erfolge und Auszeichnungen
| - 2005 Plaque Wittnauer - 2006 Teilnahme am ECHL All-Star Game - 2008 Calder-Cup-Gewinn mit den Chicago Wolves | - 2016 britischer Meister mit den Sheffield Steelers - 2017 EIHL-Playoffgewinn mit den Sheffield Steelers |

## Karrierestatistik
(Legende zur Spielerstatistik: Sp oder GP = absolvierte Spiele; T oder G = erzielte Tore; V oder A = erzielte Assists; Pkt oder Pts = erzielte Scorerpunkte; SM oder PIM = erhaltene Strafminuten; +/− = Plus/Minus-Bilanz; PP = erzielte Überzahltore; SH = erzielte Unterzahltore; GW = erzielte Siegtore; 1 Play-downs/Relegation; Kursiv: Statistik nicht vollständig)